# Brod Moravice
Brod Moravice es un municipio de Croacia en el condado de Primorje-Gorski Kotar.

## Geografía
Se encuentra a una altitud de 593 m s. n. m. a 113 km de la capital nacional, Zagreb.

## Demografía
En el censo 2011 el total de población del municipio fue de 866 habitantes, distribuidos en las siguientes localidades:
- Brod Moravice - 358
- Colnari - 2
- Čučak - 10
- Delači - 15
- Doluš - 2
- Donja Dobra - 212
- Donja Lamana Draga - 2
- Donji Šajn - 0
- Donji Šehovac - 1
- Goliki - 0
- Gornja Lamana Draga - 0
- Gornji Kuti - 42
- Gornji Šajn - 12
- Gornji Šehovac - 0
- Goršeti - 2
- Kavrani - 0
- Klepeće Selo - 4
- Kocijani - 10
- Lokvica - 38
- Maklen - 2
- Male Drage - 5
- Moravička Sela - 51
- Naglići - 0
- Nove Hiže - 0
- Novi Lazi - 8
- Pauci - 0
- Planica - 1
- Podgorani - 1
- Podstene - 21
- Razdrto - 2
- Smišljak -. 0
- Stari Lazi - 27
- Šepci Podstenski - 2
- Šimatovo - 3
- Velike Drage - 28
- Zahrt - 5
- Zavrh - 0
- Završje - 0

| Gráfica de población de Brod Moravice 1857-2011                     |
|                                                                     |
| Según los censos de población de la oficina estadística de Croacia. |